# España, un enigma histórico

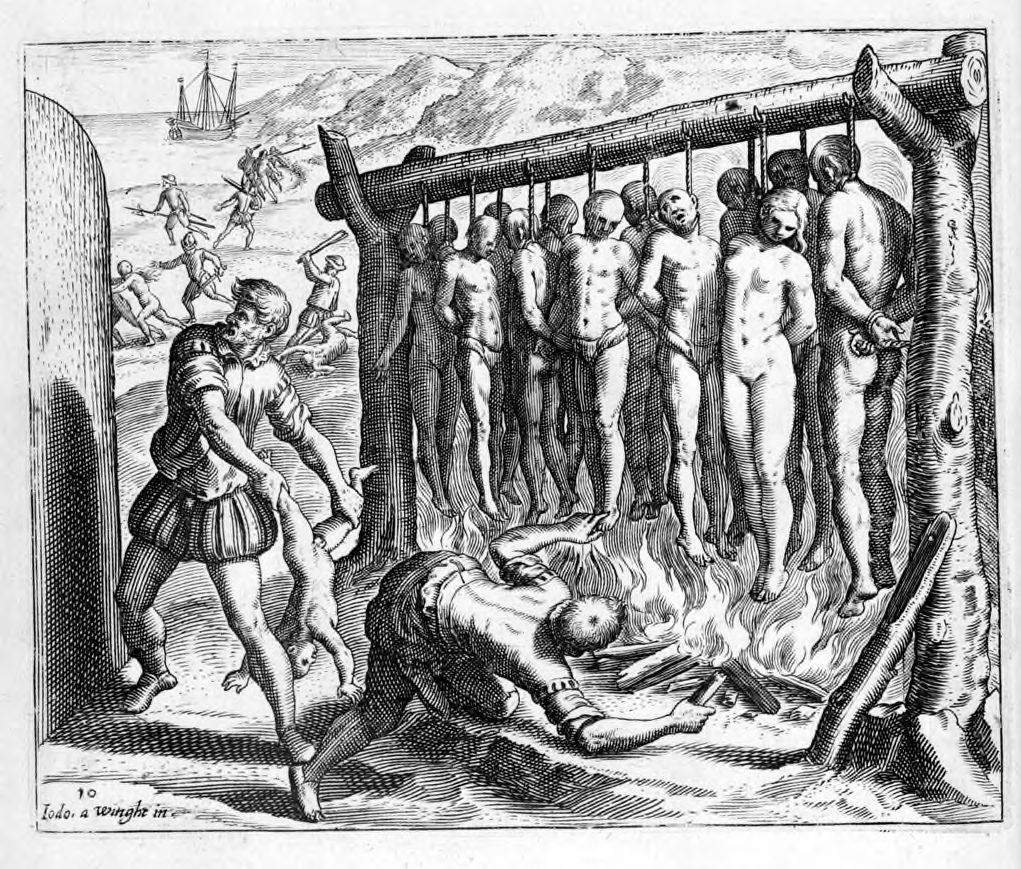
Illustration de Théodore de Bry basée sur la Légende noire.

España, un enigma histórico est un livre d'histoire, en deux tomes, de l'historien espagnol Claudio Sánchez-Albornoz. La première édition est publiée en 1956 à Buenos Aires. 

## Présentation
Cette œuvre est considérée comme étant la plus importante de son auteur, non seulement par la profondeur des thèses exposées mais aussi de par sa qualité d'écriture. Elle a une influence considérable sur l'historiographie espagnole. L'hispaniste Stanley G. Payne qualifie comme "impressionnant" le livre de Sánchez Albornoz.
L'axe thématique du livre est l'Espagne en tant qu'idée, développée par des événements comme la Légende noire. Le livre débute avec la conquête de la Péninsule ibérique par les Romains et s'achève par la Guerre civile de 1936. 
Le livre suscita une polémique avec l'historien Américo Castro dont les thèses étaient différentes.
Le livre a connu de nombreuses rééditions.